# Cantón de Fiumalto-d'Ampugnani
El cantón de Fiumalto-d'Ampugnani era una división administrativa francesa que estaba situada en el departamento de Alta Córcega y la región de Córcega.

## Composición
El cantón estaba formado por veinte comunas:
- Casabianca
- Casalta
- Croce
- Ficaja
- Giocatojo
- La Porta
- Pero-Casevecchie
- Piano
- Poggio-Marinaccio
- Poggio-Mezzana
- Polveroso
- Pruno
- Quercitello
- Scata
- Silvareccio
- San-Damiano
- San-Gavino-d'Ampugnani
- Taglio-Isolaccio
- Talasani
- Velone-Orneto

## Supresión del cantón de Fiumalto-d'Ampugnani
En aplicación del Decreto nº 2014-255 de 26 de febrero de 2014, el cantón de Fiumalto-d'Ampugnani fue suprimido el 22 de marzo de 2015 y sus 20 comunas pasaron a formar parte, dos del nuevo cantón de Castagniccia y dieciocho del nuevo cantón de Casinca-Fumalto.